# 광자 로켓
광자 로켓(Photon rocket)은 추진을 위해 방출된 광자의 운동량(방출에 의한 복사 압력)의 추력을 사용하는 로켓이다. 광자 로켓은 성간 비행을 가능하게 할 수 있는 추진 시스템으로 논의되어 왔으며, 이를 위해서는 우주선을 광속의 최소 10%(v ≈ 0.1c = 30,000km/s)의 속도로 추진할 수 있는 능력이 필요하다. 광자 추진은 확립된 물리학과 기술에 기반을 두고 있기 때문에 가장 이용 가능한 성간 추진 개념 중 하나로 여겨져 왔다. 전통적인 광자 로켓은 핵 광자 로켓에서와 같이 온보드 발전기에 의해 구동되도록 제안되었다. 그러한 로켓의 표준 교과서 케이스는 모든 연료가 같은 방향으로 방사되는 광자로 변환되는 이상적인 케이스이다. 보다 현실적인 처리에서는 광자 빔이 완벽하게 시준되지 않고 모든 연료가 광자로 변환되지 않는 등을 고려한다. 많은 양의 연료가 필요하고 로켓은 거대한 선박이 될 것이다.
반응 질량이 우주선에 의해 운반되지 않는 한 로켓 방정식에 의해 제기된 한계는 극복될 수 있다. BLP(Beamed Laser Propulsion)는 광자 발생기와 우주선을 물리적으로 분리하고 광자를 레이저를 이용해 광자 소스에서 우주선으로 보낸다. 그러나 BLP는 광자 반사의 추력 생성 효율이 매우 낮기 때문에 제한적이다. 광자 추진기의 추진력 생성에 내재된 비효율성을 극복하는 가장 좋은 방법 중 하나는 두 개의 고반사율 거울 사이에서 광자를 재활용하여 광자의 운동량 전달을 증폭하는 것이다.